# 体腔
体腔（たいこう、たいくう）は、動物の外胚葉（体壁）と内胚葉（消化管）の間の空所であり、その中に内臓を納める。体腔のあり方は動物群の系統や分類上重視される。しかし、最近では体腔の種類と系統とには関係が無いことがわかっている。

## 概説
たとえば魚をさばく際に、腹側から包丁を入れて切り開き、腸などを取り出すが、その跡には鰓の後ろから尻ビレの前まで続く空洞ができる。つまり、この空洞に諸内臓が収まっていたのであり、この部位を体腔という。
脊椎動物では、体腔は中胚葉性の組織（腹膜など）で裏打ちされている。また内臓の表面にも中胚葉性の細胞層があり、体腔は中胚葉の中に生じた空所であることがわかる。
ヒトの場合、いわゆる内臓の大部分は腹部の腔所に収まり、これを腹膜腔という。この腔所の上の端は横隔膜で区切られるが、その上には肺と心臓があり、それぞれに区切られた腔所に収まる。それらを胸膜腔、囲心腔といい、この三つの体腔がヒトにおける体腔である。
様々な動物群を比較した場合、体腔のあり方には様々な場合がある。例えば脊椎動物における腹膜腔、胸膜腔、囲心腔などが体腔であり、内胚葉由来の諸器官が収まっている。このような前後三つの体腔を持つことは三体腔性と呼ばれる。体腔がない例もある。空所はあるが中胚葉の裏打ちがない場合を偽体腔と呼び、真の体腔（真体腔）と区別する。

## 体腔による動物の分類
無体腔動物 (acoelomates)体腔のない動物。無胚葉性の動物（海綿動物など）と二胚葉性の動物（刺胞動物など）、および原始的な三胚葉性の動物（扁形動物など）が含まれる。
偽体腔動物 (pseudocoelomates)中胚葉由来でない体腔、偽体腔を持つ動物。偽体腔は真体腔に比べて構造的に弱いため、一般に偽体腔動物は小型である。袋形動物 (Aschelminths)という一つの門として扱われていたこともあったが、現在は輪形動物、線形動物などいくつかの門に分けられている。
真体腔動物 (coelomates)真体腔を持つ動物で、残り全ての動物がこれに属する。
無体腔動物と偽体腔動物をまとめて原体腔動物と呼ぶこともある。
詳しくは動物#系統樹を参照のこと。

## 真体腔の種類
真体腔は発生様式の違いによって裂体腔と腸体腔とに分けられる。中胚葉性の細胞の塊の中に体腔が形成されるものが裂体腔、腸管（原腸）がくびれて体腔が形成されるものが腸体腔である。一般に、旧口動物（前口動物）は裂体腔、新口動物（後口動物）は腸体腔を持つ。